# استان اوئایتارا
استان اوئایتارا (به اسپانیایی: Provincia de Huaytará) یک استان در پرو است که در منطقه اوئانکاولیکا واقع شده‌است. استان اوئایتارا ۶٬۴۵۸٫۳۹ کیلومتر مربع مساحت و ۱۷٬۲۴۷ نفر جمعیت دارد.